# Indiana Film Journalists Association Awards 2018
10. ročník předávání cen asociace Indiana Film Journalists Association se konal dne 17. prosince 2018.

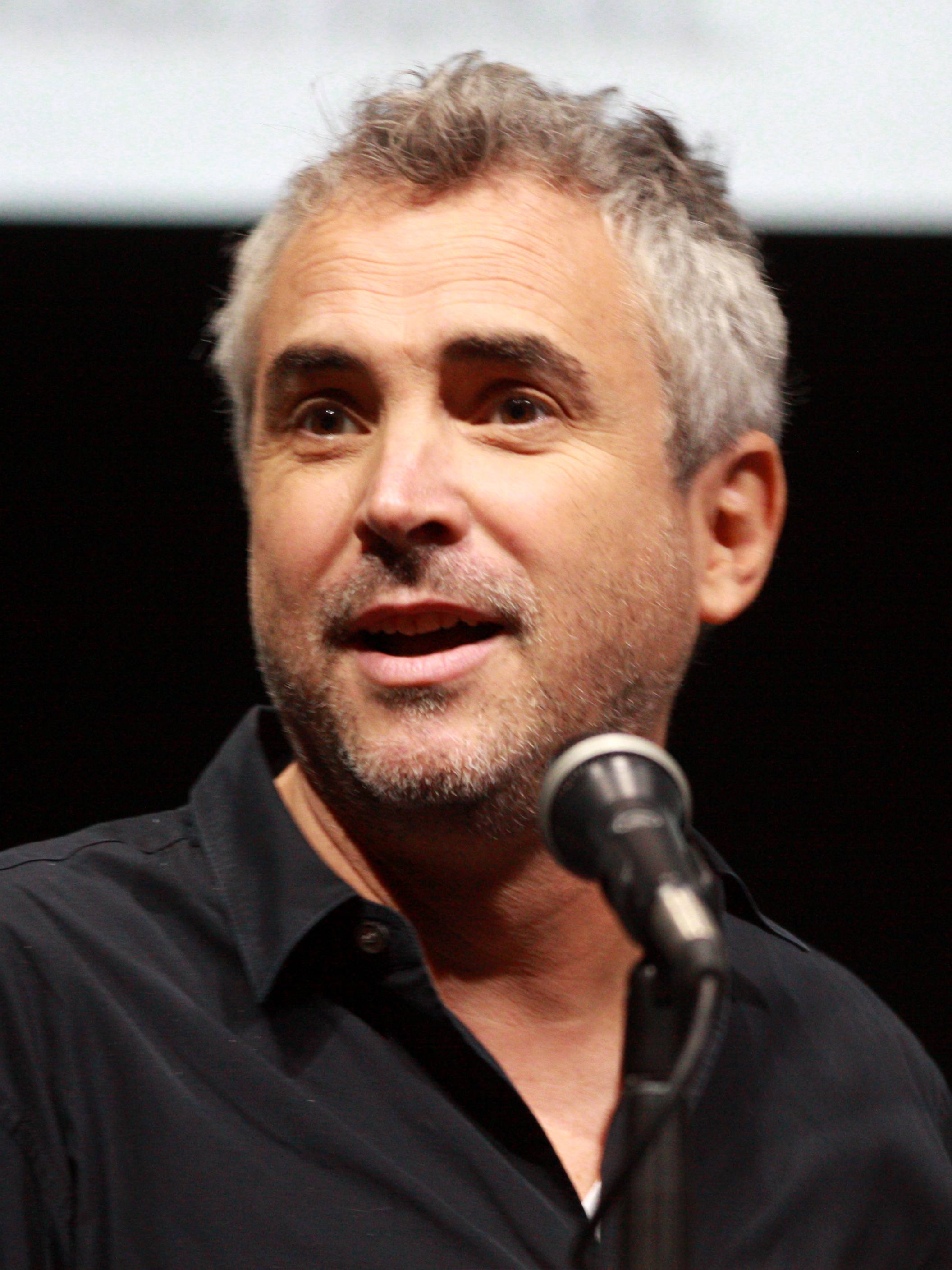
Alfonso Cuarón, vítěz v kategorii nejlepší režie

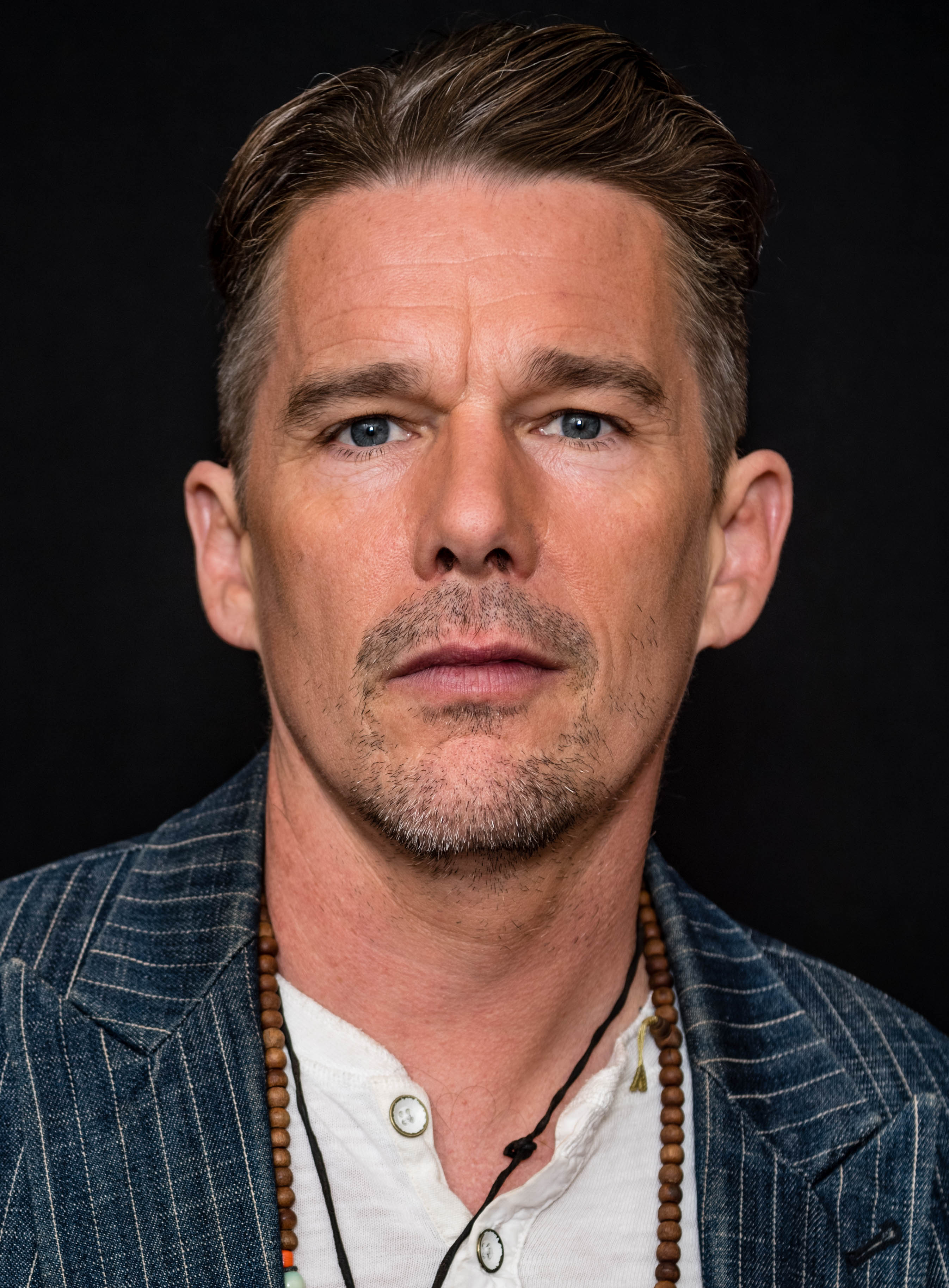
Ethan Hawke, vítěz v kategorii nejlepší herec v hlavní roli

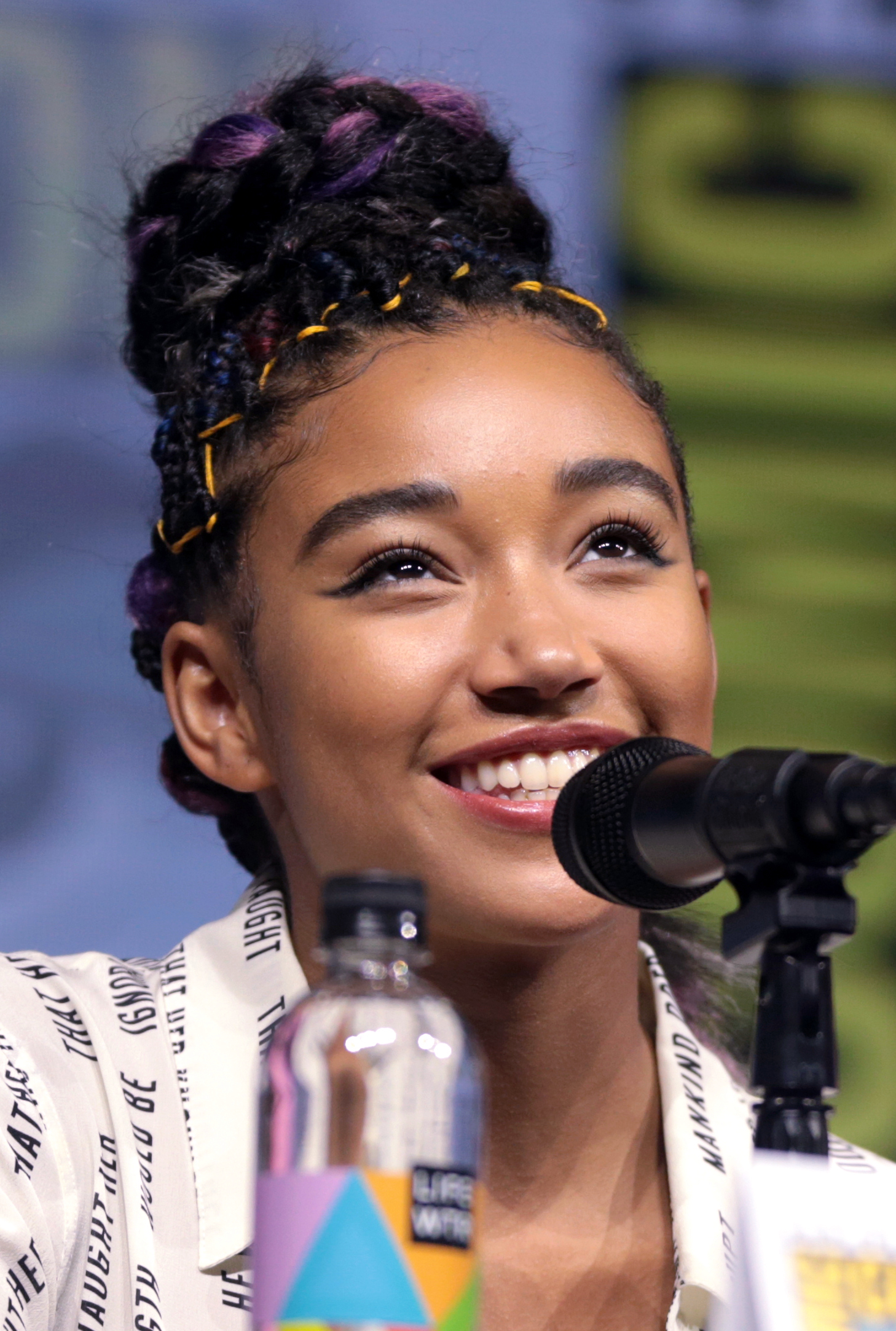
Amandla Stenberg, vítězka v kategorii nejlepší herečka v hlavní roli

## Vítězové a nominovaní

### Nejlepší film
1. Lady Bird
2. Tvář vody

- Black Panther
- Roma
- Zrodila se hvězda
- Eighth Grade
- Zoufalství a naděje
- Jezdec
- Sorry to Bother You
- Nikdys nebyl

### Nejlepší režisér
1. Alfonso Cuarón – Roma
2. Lynne Ramsay – Nikdys nebyl

### Nejlepší adaptovaný scénář
1. Audrey Wells – The Hate U Give
2. Eric Roth, Bradley Cooper a Will Fetters – Zrodila se hvězda

### Nejlepší původní scénář
1. Paul Schrader – Zoufalství a naděje
2. Bo Burnham – Eighth Grade

### Nejlepší herec v hlavní roli
1. Ethan Hawke – Zoufalství a naděje
2. Bradley Cooper – Zrodila se hvězda

### Nejlepší herečka v hlavní roli
1. Amandla Stenberg – The Hate U Give
2. Lady Gaga – Zrodila se hvězda

### Nejlepší herec ve vedlejší roli
1. Sam Elliott – Zrodila se hvězda
2. Jonah Hill – Don't Worry, He Won't Get Far on Foot

### Nejlepší herečka ve vedlejší roli
1. Regina Kingová – If Beale Street Could Talk
2. Olivia Colmanová – Favoritka

### Nejlepší dokument
1. Won't You Be My Neighbor?
2. Minding the Gap

### Nejlepší cizojazyčný film
1. Roma
2. Studená válka

### Nejlepší animovaný film
1. Spider-Man: Paralelní světy
2. Psí ostrov

### Nejlepší skladatel
1. Thom Yorke – Suspiria
2. Jonny Greenwood – Nikdys nebyl

### Nejlepší obsazení
1. The Ballad of Buster Scruggs
2. BlacKkKlansman

### Nejlepší hlas/zachycení pohybu
1. Josh Brolin – Avengers: Infinity War
2. Ben Whishaw – Paddington 2

### Objev roku
1. Chloé Zhaová – Jezdec
2. Elsie Fisher – Eighth Grade

### Ocenění za vizi
1. Sorry to Bother You
2. Eighth Grade

### The Hoosier Award
1. Dead Man's Line: The True Story of Tony Kiritsis